# Gran Premio di superbike di Kyalami 1999
Il Gran Premio di Superbike di Kyalami 1999 è stato la prima prova su tredici del campionato mondiale Superbike 1999, disputato il 28 marzo sul circuito di Kyalami e ha visto la vittoria di Carl Fogarty in gara 1, lo stesso pilota si è ripetuto anche in gara 2.
La vittoria nella gara valevole per il campionato mondiale Supersport è stata invece ottenuta da Iain MacPherson.
Durante la competizione delle Supersport il pilota sudafricano Brett MacLeod su Suzuki è incorso in un incidente che ne ha causato la morte.

## Risultati

### Gara 1

#### Arrivati al traguardo[4]
| Pos. | Nº  | Pilota               | Squadra              | Motocicletta | Giri | Tempo     | Griglia | Punti |
| ---- | --- | -------------------- | -------------------- | ------------ | ---- | --------- | ------- | ----- |
| 1º   | 1   | Carl Fogarty         | Ducati Performance   | Ducati       | 25   | 43:35.637 | 2º      | 25    |
| 2º   | 11  | Troy Corser          | Ducati Performance   | Ducati       | 25   | +0:05.257 | 1º      | 20    |
| 3º   | 111 | Aaron Slight         | Castrol Honda        | Honda        | 25   | +0:09.779 | 3º      | 16    |
| 4º   | 41  | Noriyuki Haga        | Yamaha WSBK          | Yamaha       | 25   | +0:13.181 | 4º      | 13    |
| 5º   | 5   | Colin Edwards        | Castrol Honda        | Honda        | 25   | +0:14.535 | 6º      | 11    |
| 6º   | 4   | Akira Yanagawa       | Kawasaki Racing      | Kawasaki     | 25   | +0:16.547 | 5º      | 10    |
| 7º   | 7   | Pierfrancesco Chili  | Suzuki Alstare F.S.  | Suzuki       | 25   | +0:32.857 | 14º     | 9     |
| 8º   | 6   | Gregorio Lavilla     | Kawasaki Racing      | Kawasaki     | 25   | +0:37.099 | 11º     | 8     |
| 9º   | 20  | Doriano Romboni      | R & D Racing         | Ducati       | 25   | +0:45.691 | 7º      | 7     |
| 10º  | 33  | Robert Ulm           | Kawasaki Bertocchi   | Kawasaki     | 25   | +0:54.185 | 8º      | 6     |
| 11º  | 21  | Katsuaki Fujiwara    | Suzuki Alstare F.S.  | Suzuki       | 25   | +0:54.424 | 10º     | 5     |
| 12º  | 22  | Vittoriano Guareschi | Yamaha WSBK          | Yamaha       | 25   | +1:09.588 | 15º     | 4     |
| 13º  | 16  | Andreas Meklau       | Remus Racing Austria | Ducati       | 25   | +1:09.938 | 12º     | 3     |
| 14º  | 38  | Lance Isaacs         | Ducati NCR           | Ducati       | 25   | +1:11.106 | 19º     | 2     |
| 15º  | 39  | Alessandro Gramigni  | Valli Moto           | Yamaha       | 25   | +1:26.836 | 16º     | 1     |
| 16º  | 15  | Igor Jerman          | Kawasaki Bertocchi   | Kawasaki     | 25   | +1:30.328 | 17º     |       |
| 17º  | 26  | Jean Pierre Jeandat  | White Endurance      | Honda        | 25   | +1:44.035 | 18º     |       |
| 18º  | 23  | Jiří Mrkývka         | JM SBK Team          | Ducati       | 24   | +1 giro   | 20º     |       |
| 19º  | 24  | Vladimír Karban      | Karban Racing        | Suzuki       | 24   | +1 giro   | 21º     |       |

#### Ritirati
| Nº | Pilota           | Squadra              | Motocicletta | Giri | Griglia |
| -- | ---------------- | -------------------- | ------------ | ---- | ------- |
| 19 | Lucio Pedercini  | Team Pedercini       | Ducati       | 16   | 13º     |
| 18 | Carlos Macias    | Capill France Racing | Ducati       | 16   | 22º     |
| 40 | Giuliano Sartoni | Ducati NCR           | Ducati       | 3    | 23º     |
| 9  | Peter Goddard    | Aprilia Rac.De Cecco | Aprilia      | 2    | 9º      |

### Gara 2

#### Arrivati al traguardo[5]
| Pos. | Nº  | Pilota               | Squadra              | Motocicletta | Giri | Tempo     | Griglia | Punti |
| ---- | --- | -------------------- | -------------------- | ------------ | ---- | --------- | ------- | ----- |
| 1º   | 1   | Carl Fogarty         | Ducati Performance   | Ducati       | 25   | 43:41.963 | 2º      | 25    |
| 2º   | 111 | Aaron Slight         | Castrol Honda        | Honda        | 25   | +0:06.073 | 3º      | 20    |
| 3º   | 11  | Troy Corser          | Ducati Performance   | Ducati       | 25   | +0:07.279 | 1º      | 16    |
| 4º   | 5   | Colin Edwards        | Castrol Honda        | Honda        | 25   | +0:12.401 | 6º      | 13    |
| 5º   | 4   | Akira Yanagawa       | Kawasaki Racing      | Kawasaki     | 25   | +0:15.632 | 5º      | 11    |
| 6º   | 6   | Gregorio Lavilla     | Kawasaki Racing      | Kawasaki     | 25   | +0:19.634 | 11º     | 10    |
| 7º   | 9   | Peter Goddard        | Aprilia Rac.De Cecco | Aprilia      | 25   | +0:21.521 | 9º      | 9     |
| 8º   | 7   | Pierfrancesco Chili  | Suzuki Alstare F.S.  | Suzuki       | 25   | +0:25.508 | 14º     | 8     |
| 9º   | 20  | Doriano Romboni      | R & D Racing         | Ducati       | 25   | +0:25.660 | 7º      | 7     |
| 10º  | 21  | Katsuaki Fujiwara    | Suzuki Alstare F.S.  | Suzuki       | 25   | +0:31.415 | 10º     | 6     |
| 11º  | 33  | Robert Ulm           | Kawasaki Bertocchi   | Kawasaki     | 25   | +0:46.765 | 8º      | 5     |
| 12º  | 19  | Lucio Pedercini      | Team Pedercini       | Ducati       | 25   | +0:52.192 | 13º     | 4     |
| 13º  | 22  | Vittoriano Guareschi | Yamaha WSBK          | Yamaha       | 25   | +1:03.311 | 15º     | 3     |
| 14º  | 38  | Lance Isaacs         | Ducati NCR           | Ducati       | 25   | +1:22.799 | 19º     | 2     |
| 15º  | 15  | Igor Jerman          | Kawasaki Bertocchi   | Kawasaki     | 25   | +1:26.729 | 17º     | 1     |
| 16º  | 26  | Jean Pierre Jeandat  | White Endurance      | Honda        | 25   | +1:43.480 | 18º     |       |
| 17º  | 39  | Alessandro Gramigni  | Valli Moto           | Yamaha       | 24   | +1 giro   | 16º     |       |

#### Ritirati
| Nº | Pilota           | Squadra              | Motocicletta | Giri | Griglia |
| -- | ---------------- | -------------------- | ------------ | ---- | ------- |
| 16 | Andreas Meklau   | Remus Racing Austria | Ducati       | 24   | 12º     |
| 24 | Vladimír Karban  | Karban Racing        | Suzuki       | 22   | 21º     |
| 41 | Noriyuki Haga    | Yamaha WSBK          | Yamaha       | 14   | 4º      |
| 40 | Giuliano Sartoni | Ducati NCR           | Ducati       | 7    | 23º     |
| 23 | Jiří Mrkývka     | JM SBK Team          | Ducati       | 6    | 20º     |
| 18 | Carlos Macias    | Capill France Racing | Ducati       | 0    | 22º     |

### Supersport

#### Arrivati al traguardo[6]
| Pos. | Nº | Pilota               | Squadra              | Motocicletta | Giri | Tempo     | Griglia | Punti |
| ---- | -- | -------------------- | -------------------- | ------------ | ---- | --------- | ------- | ----- |
| 1º   | 12 | Iain MacPherson      | Kawasaki Racing      | Kawasaki     | 23   | 41:52.104 | 3º      | 25    |
| 2º   | 3  | Stéphane Chambon     | Suzuki Alstare F.S.  | Suzuki       | 23   | +12.515   | 4º      | 20    |
| 3º   | 21 | Jörg Teuchert        | Yamaha Deutschland   | Yamaha       | 23   | +21.145   | 8º      | 16    |
| 4º   | 22 | Christian Kellner    | Yamaha Deutschland   | Yamaha       | 23   | +22.500   | 6º      | 13    |
| 5º   | 51 | Russell Wood         | Nashua Yamaha        | Yamaha       | 23   | +27.675   | 12º     | 11    |
| 6º   | 52 | James Toseland       | Castrol Honda        | Honda        | 23   | +29.166   | 17º     | 10    |
| 7º   | 4  | Paolo Casoli         | Ducati Performance   | Ducati       | 23   | +30.043   | 11º     | 9     |
| 8º   | 8  | Wilco Zeelenberg     | Dee Cee Jeans Yamaha | Yamaha       | 23   | +38.618   | 9º      | 8     |
| 9º   | 32 | José David de Gea    | Ten Kate Arbizu      | Honda        | 23   | +39.640   | 19º     | 7     |
| 10º  | 25 | William Costes       | T. Elf Honda France  | Honda        | 23   | +41.919   | 7º      | 6     |
| 11º  | 34 | Yves Briguet         | Endoug Metalsistem   | Suzuki       | 23   | +44.139   | 22º     | 5     |
| 12º  | 54 | Graeme van Breda     | Autopage Cellular    | Honda        | 23   | +48.728   | 18º     | 4     |
| 13º  | 26 | Roberto Teneggi      | DF Racing Carli D.   | Ducati       | 23   | +51.091   | 15º     | 3     |
| 14º  | 7  | Piergiorgio Bontempi | Yamaha Belgarda      | Yamaha       | 23   | +1:04.227 | 27º     | 2     |
| 15º  | 17 | Pere Riba            | Castrol Honda        | Honda        | 23   | +1:06.117 | 10º     | 1     |
| 16º  | 18 | Camillo Mariottini   | Kawasaki Team Italia | Kawasaki     | 23   | +1:07.325 | 25º     |       |
| 17º  | 42 | David Checa          | Yes Ducati NCR       | Ducati       | 23   | +1:08.977 | 34º     |       |
| 18º  | 31 | Vittorio Iannuzzo    | Lorenzini by Leoni   | Yamaha       | 23   | +1:10.718 | 36º     |       |
| 19º  | 27 | Roberto Panichi      | Bimota Exp. D.N.R.   | Bimota       | 23   | +1:11.384 | 28º     |       |
| 20º  | 46 | Mauro Sanchini       | Team Ghelfi          | Ducati       | 23   | +1:14.522 | 29º     |       |
| 21º  | 24 | Francesco Monaco     | X Racing             | Ducati       | 23   | +1:31.097 | 33º     |       |
| 22º  | 35 | Christophe Cogan     | BKM Racing           | Yamaha       | 23   | +1:33.026 | 23º     |       |
| 23º  | 43 | Norino Brignola      | Bimota Exp. D.N.R.   | Bimota       | 23   | +1:51.505 | 30º     |       |

#### Ritirati
| Nº | Pilota               | Squadra              | Motocicletta | Giri | Griglia |
| -- | -------------------- | -------------------- | ------------ | ---- | ------- |
| 1  | Fabrizio Pirovano    | Suzuki Alstare F.S.  | Suzuki       | 21   | 5º      |
| 5  | Cristiano Migliorati | Endoug Metalsistem   | Suzuki       | 21   | 24º     |
| 33 | Luca Conforti        | Kawasaki Team Italia | Kawasaki     | 13   | 26º     |
| 50 | Greg Dreyer          | Autopage Cellular    | Honda        | 12   | 13º     |
| 23 | Rubén Xaus           | Dee Cee Jeans Yamaha | Yamaha       | 9    | 1º      |
| 20 | Werner Daemen        | Yamaha Belgium       | Yamaha       | 8    | 32º     |
| 15 | Marco Risitano       | BKM Racing           | Yamaha       | 7    | 35º     |
| 69 | Serafino Foti        | Yes Ducati NCR       | Ducati       | 3    | 31º     |

#### Squalificato
| Nº | Pilota       | Squadra              | Motocicletta | Giri | Tempo   | Griglia |
| -- | ------------ | -------------------- | ------------ | ---- | ------- | ------- |
| 53 | Brad Anassis | Shell Kawasaki Speed | Kawasaki     | 23   | +43.351 | 16º     |